# تیلور، شهرستان کاتن، اکلاهما
تیلور (به انگلیسی: Taylor) یک منطقهٔ مسکونی در ایالات متحده آمریکا است که در اکلاهما واقع شده‌است.